# Virieu-le-Petit
Virieu-le-Petit korábbi község (település) Franciaországban, Ain megyében. 2019. január 1-jén Brénaz, Chavornay és Lochieu Virieu-le-Petit községgel egyesült és Arvière-en-Valromey új község része lett.
Lakosainak száma 292 fő (2018. január 1.). Virieu-le-Petit Anglefort, Champagne-en-Valromey, Chavornay, Culoz, Lochieu és Vieu községekkel határos.

## Népesség
A település népessége az elmúlt években az alábbi módon változott:
| Lakosok száma | 235  | 198  | 295  | 281  | 310  | 307  | 307  | 311  | 297  | 292  |
|               | 1968 | 1975 | 1982 | 1999 | 2006 | 2011 | 2013 | 2016 | 2017 | 2018 |